# Museo della pesca (Peschiera del Garda)
Il Museo della pesca, detto anche Museo della pesca e delle tradizioni lacustri , è un museo etnografico di Peschiera del Garda.

## Storia e descrizione
Il museo è ospitato nella Sala Radetzky della Caserma d'artiglieria di Porta Verona, parte del complesso militare asburgico costruito tra il 1854 e il 1857 per volere del conte Radetzky.
Lo spazio era stato in precedenza adibito a laboratorio pirotecnico.
Il museo è stato inaugurato nel 2013 nello storico edificio oggi polifunzionale in cui trovano posto anche rassegne, esposizioni, conferenze, una biblioteca e l'archivio storico.

## Collezione
Raccoglie alcune tipiche imbarcazioni lacustri, una collezione di vecchi motori fuoribordo ancora funzionanti e una serie di attrezzi (reti, ancore, canne da pesca) utilizzati per l'attività della pesca sul lago di Garda.